# Намібія на літніх Паралімпійських іграх 2008
Шаблон:Намібія на Паралімпійських іграх
Намібія на літніх Паралімпійських іграх 2008 року була представлена 1 спортсменом в одному виді спорту. Ігри відбулися у Пекіні.

## Медалісти
| Медаль | Ім'я              | Вид спорту | Змагання              | дата |
| ------ | ----------------- | ---------- | --------------------- | ---- |
| Бронза | Реджинальд Бенаде | Атлетика   | метання диску, F35/36 | 11   |

## Атлетика
Чоловіки
| Спортсмен         | Клас         | Змагання       | Проміжний | Проміжний | Півфінал  | Півфінал | Фінал     | Фінал | Фінал |
| Спортсмен         | Клас         | Змагання       | Результат | Місце     | Результат | Місце    | Результат | Очки  | Місце |
| ----------------- | ------------ | -------------- | --------- | --------- | --------- | -------- | --------- | ----- | ----- |
| Реджинальд Бенаде | F35-36 (F36) | штовхання ядра | N/A       | N/A       | N/A       | N/A      | 11.59     | 929   | 6     |
| Реджинальд Бенаде | F35-36 (F36) | метання диску  | N/A       | N/A       | N/A       | N/A      | 37.57     | 1076  |       |